# Luigi Gabba
Luigi Gabba (Torino, 18 dicembre 1872 – Borgomanero, 28 settembre 1948) è stato un astronomo italiano.

## Biografia
Era il figlio di Alberto Gabba e Giulia Sozzani.
Subito dopo la laurea in Ingegneria presso la Scuola di Applicazione per gli Ingegneri di Torino nel 1897, si volse all'astronomia frequentando gli osservatori astronomici di Torino (come assistente di Francesco Porro) e di Roma, quindi entrò nel 1901, come assistente incaricato di Giovanni Celoria, alla Specola di Brera, fino a reggerne, per affidamento, la direzione dal 1917 al 1921. In questi anni, Gabba potenziò l'osservatorio, dotandolo di nuova strumentazione non solo astronomica ma anche geodetica e meteorologica, ristrutturò, laddove necessario, i locali e le strutture, nonché restaurò l'archivio e ne ammodernò la biblioteca.
La libera docenza in astronomia la conseguì nel 1924, l'anno successivo venne nominato astronomo effettivo alla Specola di Brera e, nel 1926, per concorso, divenne direttore dell'Osservatorio astronomico di Teramo, presso Collurania, ma non vi prese mai servizio, rimanendo come primo astronomo in ruolo a Brera fino al termine della carriera, nel 1943, ma continuando poi, di sua spontanea volontà, a prestare aiuto didattico e di ricerca fino al 1946. Nel contempo, ebbe vari incarichi di insegnamento sia all'Università degli Studi di Milano sia, seppur per un breve periodo, all'Università degli Studi di Pavia, tenendo i corsi di Astronomia, Fisica terrestre e Meteorologia.
Fu autore di più di 160 lavori, perlopiù in astronomia sferica e osservativa, astrometria e meccanica celeste, ma anche in storia dell'astronomia e della scienza, con importanti pubblicazioni (curò, tra l'altro, le Opere di Giovanni Schiaparelli, in 11 volumi editi dalla casa editrice Ulrico Hoepli), oltre che in fisica terrestre e meteorologia. 
Membro dell'Unione astronomica internazionale (IAU), del "Comitato per l'astronomia e la geofisica" del CNR, nonché segretario (dal 1928) e poi presidente (dal 1946) della Società Astronomica Italiana, fu altresì socio dell'Istituto Lombardo di Scienze e Lettere (dal 1910) e di altre società ed istituzioni scientifiche italiane.

## Opere principali
- Contributi astronomici della R. Specola di Brera, Ulrico Hoepli Editore, Milano, 1924.
- Giovanni Schiaparelli e la storia dell'astronomia, Libreria Editrice Politecnica, Milano, 1928.
- "Bibliografia degli scritti di Ottaviano Fabrizio Mossotti", Bollettino della Sezione di Novara della R. Deputazione Subalpina di Storia patria, N. 4, Anno 1941.
- Cosmografia e cenni di Meccanica celeste, in: L. Berzolari (a cura di), Enciclopedia delle Matematiche elementari e complementi, Vol. III, Parte III, Ulrico Hoepli Editore, Milano, 1946-47, pp. 507-538.
- Schiaparelli, Editrice La Scuola, Brescia, 1947.